# آيت هشيم (آيت يوسف أو علي)
آيت هشيم هي إحدى مشيخات المملكة المغربية، تتبع جغرافيا لإقليم الحسيمة وإداريًا لآيت يوسف أو علي. يقدر عدد سكانها بـ 4162 نسمة حسب الإحصاء الرسمي للسكان والسكنى لسنة 2004.